# 加德奇羅利縣

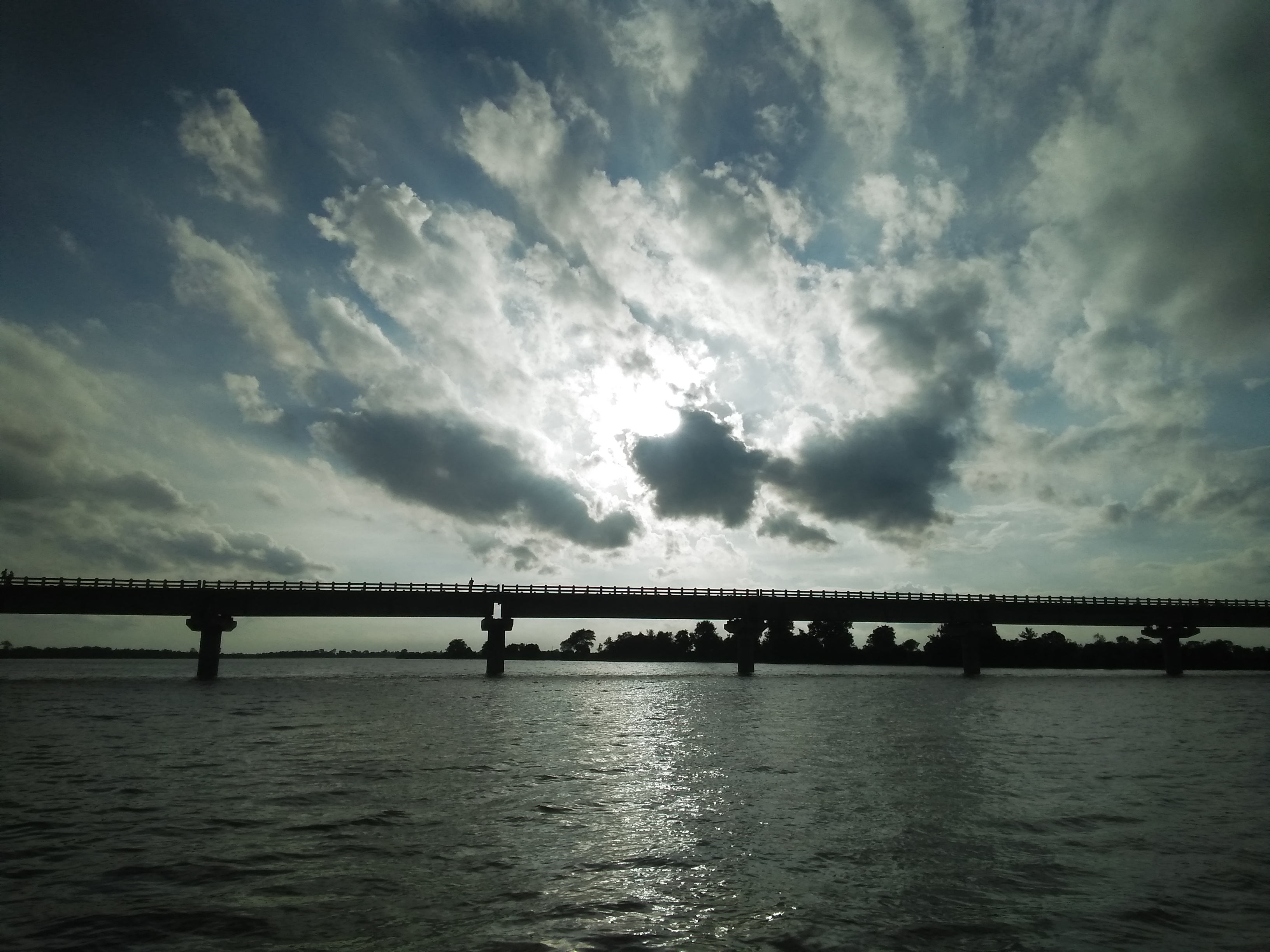
靠近加德奇罗利县的卡塔尼河

加德奇羅利縣是印度的一個縣，位於該國西部，由馬哈拉施特拉邦負責管轄，面積14,412平方公里，識字率為60.1%，2001年人口970,294，人口密度每平方公里67人。

## 外部連結
- Gadchiroli district official website
- Tourist place in Gadchiroli district

20°11′10″N 80°00′19″E / 20.18611°N 80.00528°E